# Jaminahua
Jaminahua (Yaminawa, Jaminawa, Jaminaua, Yaminahua, Iamináua), pleme američkih Indijanaca porodice panoan raspršeni po državama Peru, Brazil i Bolivija. 
Jaminahue se sastoje od brojnih podskupina koje žive u dolinama gornjeg Purúsa (Chandinahua i Coronahua), gornji tok rijeke Yurúa (Mastanawa /?/, Maxonawa, Nehanawa, Nixinawa ili Nishinahua i Xaonawa ili Shaonahua), gornja Embira (Boronawa i Chitonawa ili Chitonahua) i río Cujar (podgrupa Masronawa ili Masronahua). Ostali žive u departmanu Madre de Dios u provincijama Tambopata, Tahuamanu i Manu, nadalje u Brazilu na donjem toku rijeke Yaco (podgrupa Chandinawa) i gornjem toku Acre (podgrupa Maxonawa) i u Boliviji u departmanu Pando. 
Brazilski Jaminahue danas imaju 5 rezervata, viz.: Cabeceira do Rio Acre, Jaminawa do Igarapé Preto, Jaminawa/Arara, Rio Gregorio i Mamoadate. Populacija im iznosi 357 u Brazil (1986 SIL); 150 u Boliviji; 700 do 1,100 u Peru; ukupno 1,200 do 1,600 u svim zemljama.